# Gordon Douglas
Gordon Douglas Brickner (15 de diciembre de 1907, Nueva York - 29 de septiembre de 1993, Los Ángeles, California) fue un director de cine estadounidense que trabajó en casi todos los géneros cinematográficos: el cómico, el bélico, el de ciencia ficción, de capa y espada y el cine negro, consiguiendo sus mayores logros en el western.

## Trayectoria
Comenzó en el mundo del cine en 1930 trabajando como extra en diversas películas hasta 1935, año en el que dejó de aparecer en pantalla y dirigió su primera película. 
Dirigió en 1935 un cortometraje, para luego pasar a dirigir los episodios de la famosa serie infantil La Pandilla, protagonizada por los populares Alfalfa, Sparky y Darla, entre otros, hasta 1939. 
En 1939 dirigió su primer largometraje, Zenobia, una comedia protagonizada por Oliver Hardy y Stan Laurel. El compañero habitual de Hardy había sido despedido de la productora y se intentó emparejar a Hardy con Harry Langdon, otro famoso cómico de la época muda; sin embargo, finalmente volvieron a contratar a Laurel. Gordon Douglas pasó entonces a dirigir a la famosa pareja en la comedia Saps at the Sea, quedando Langdon como guionista.
En 1941 dirigió otra comedia, La frontera de Broadway, protagonizada por Victor McLaglen. Durante toda la década de 1940 firmó varias comedias menores hasta 1944, cuando dirigió Una noche de aventuras, una destacable serie B de misterio.
En 1948 dirigió Corazón de león, una adaptación de la novela La flecha negra de Robert Louis Stevenson, protagonizada por Louis Hayward, todo un especialista en el cine de capa y espada. Al año siguiente, con el mismo protagonista, hizo su primera incursión en el cine negro con La gran amenaza.
En 1949 dirigió su primer western, The Doolins of Oklahoma, con Randolph Scott como protagonista, con quien repetiría al año siguiente en el western Nevada. 
Durante 1950 volvió al género de capa y espada dirigiendo nuevas versiones de los clásicos que Errol Flynn había hecho populares a finales de la década de 1930, realizando La fortuna del capitán Blood, donde actuó nuevamente Louis Hayward, y con una nueva versión de Robin Hood, protagonizada por John Derek. 
En el año 1950 regresó al cine negro con Corazón de hielo, protagonizada por James Cagney.
En 1951 realizó nuevamente un western, una nueva adaptación de la historia de los hermanos James llamada Pistolas de Missouri, con lo más original de la película siendo que la historia está narrada desde el punto de vista de Frank James, interpretado por Wendell Corey, en lugar de por Jesse James, interpretado por Macdonald Carey. También de 1951 es el western Solo el valiente, protagonizado por Gregory Peck.
Dirigió un gran número de películas, adaptándose a las distintas modas y tendencias que fueron imperando en Hollywood: por ejemplo, dirigió Maru Maru, con Errol Flyn como protagonista, como respuesta a la moda de películas selváticas, o Them!, con James Arness, para el género de moda, la ciencia ficción.
A partir de 1952 comenzó a colaborar con Alan Ladd en films realizados para mayor gloria de la estrella. En La novia de acero se narraban las aventuras de Jim Bowie, el diseñador del cuchillo Bowie. 
Su siguiente película juntos fue La historia de McConnel, donde June Allyson acompañó a Ladd al frente del reparto en una película que trataba la guerra de Corea. Santiago, en 1956, fue una película de aventuras en la que Ladd fue acompañado por la actriz italiana Rossana Podestà; mejor fortuna tuvo La tierra es grande, en la cual Ladd repetía con Virginia Mayo como compañera de actuación, como lo había sido  en La novia de acero, contando con la presencia de Edmond O'Brien.
Durante esa época también dirigió otras tres películas destacables: los western La carga de los jinetes indios y La emboscada, protagonizadas por Guy Madison y Clint Walker respectivamente, y el drama bélico Bombardero B 52.
En la década de 1960 no dejó de trabajar, demostrando su versatilidad, capaz de dirigir películas de cualquier género, incluso una de las protagonizadas por Elvis Presley, Follow that Dream, o una comedia de Bob Hope, El amo de la selva, o Jerry Lewis, Un chalado en órbita. 
En 1964 realizaría una de sus películas más recordadas, el western Río Conchos, protagonizada por Richard Boone, Stuart Whitman, Anthony Franciosa y Jim Brown. 
Entre las superproducciones, se atrevió a realizar una nueva versión de La diligencia de John Ford (que en España se tituló Hacia los grandes horizontes), y que repetía el esquema de la antecesora.
Una vez más adaptó su cine a las modas: cuando la serie de James Bond triunfó en los cines, se creó un personaje similar, Derek Flint, interpretado por James Coburn, y del que Gordon Douglas dirigió su segunda película, In Like Flint.
En 1967 realizó el western Chuka, con Rod Taylor como protagonista.
Douglas había trabajado con Frank Sinatra en dos películas: el musical Siempre tú y yo, en 1954, y Cuatro gángsters de Chicago, en la cual aparecían reunidos casi todos los miembros del clan Sinatra. Sin embargo, sería a finales de la década de 1960 cuando la colaboración de ambos daría lugar a una trilogía del cine negro de gran éxito en su momento. 
La trilogía comenzó en 1967 con la película Hampa dorada, en la que Sinatra daba vida al detective Tony Rome, nacido de la pluma del novelista Marvin H. Albert. En 1970, en La dama de cemento, Sinatra volvió a retomar el papel de Tony Rome en la adaptación de otra aventura del detective de origen literario. 
Entre estas dos películas, el tándem Douglas-Sinatra realizó la película El detective, con Lee Remick como compañera de reparto, en la que por primera vez se introducía abiertamente el tema de la homosexualidad.
En la década de los setenta Douglas no consiguió realizar ninguna obra destacable: una película con Burt Reynolds, Skullduggery; una continuación de En el calor de la noche, protagonizada por Sidney Poitier, They Call Me Mister Tibbs!; un spaghetti western, Los forajidos de Río Bravo; una nueva versión televisiva de Nevada Smith y Viva Knievel!, en 1977, fueron sus últimos trabajos como director.
Gordon Douglas murió de cáncer, a la edad de 85 años, en Los Ángeles, California.

## Filmografía
| - The Infernal Triangle (1935) - Lucky Beginners (1935) - General Spanky (1936) - Spooky Hooky (1936) - Pay As You Exit (1936) - Two Too Young (1936) - Bored of Education (1936) - Our Gang Follies of 1938 (1937) - The Pigskin Palooka (1937) - Framing Youth (1937) - Fishy Tales (1937) - Night 'n' Gales (1937) - Roamin' Holiday (1937) - Three Smart Boys (1937) - Rushin' Ballet (1937) - Hearts Are Thumps (1937) - Glove Taps (1937) - Reunion in Rhythm (1937) - Aladdin's Lantern (1938) - The Little Ranger (1938) - Hide and Shriek (1938) - Feed 'em and Weep (1938) - Came the Brawn (1938) - Bear Facts (1938) - Canned Fishing (1938) - Zenobia (1939) - Saps at Sea (1940) - Niagara Falls (1941) - Broadway Limited (1941) - The Great Gildersleeve (1942) - The Devil with Hitler (1942) - Gildersleeve on Broadway (1943) - Gildersleeve's Bad Day (1943) - The Falcon in Hollywood (1944) - Girl Rush (1944) - Gildersleeve's Ghost (1944) - A Night of Adventure (1944) - First Yank into Tokyo (1945) - Zombies on Broadway (1945) - San Quentin (1946) - Dick Tracy vs. Cueball (1946) - Walk a Crooked Mile (1948) - The Black Arrow (1948) - If You Knew Susie (1948) - Mr. Soft Touch (1949) - The Doolins of Oklahoma (1949) | - Between Midnight and Dawn (1950) - Kiss Tomorrow Goodbye (1950) - Rogues of Sherwood Forest (1950) - Fortunes of Captain Blood (1950) - The Nevadan (1950) - Come Fill the Cup (1951) - I Was a Communist for the FBI (1951) - Only the Valiant (1951) - The Great Missouri Raid (1951) - The Iron Mistress (1952) - Mara Maru (1952) - Cumbres doradas (1953) - The Charge at Feather River (1953) - She's Back on Broadway (1953) - Young at Heart (1954) - Them! (1954) - Sincerely Yours (1955) - The McConnell Story (1955) - Santiago (1956) - Bombers B-52 (1957) - The Big Land (1957) - The Fiend Who Walked the West (1958) - Fort Dobbs (1958) - Yellowstone Kelly (1959) - Up Periscope (1959) - Claudelle Inglish (1961) - Gold of the Seven Saints (1961) - The Sins of Rachel Cade (1961) - Follow that Dream (1962) - Call Me Bwana (1963) - Rio Conchos (1964) - Cuatro gángsters de Chicago (1964) - Sylvia (1965) - Harlow (1965) - Way... Way Out (1966) - Stagecoach (1966) - Tony Rome (1967) - Chuka (1967) - In Like Flint (1967) - Lady in Cement (1968) - El detective (1968) - Barquero (1970) - They Call Me Mister Tibbs! (1970) - Skullduggery (1970) - Skin Game (1971) - Viva Knievel! (1977) |

- Datos: Q1479869
- Multimedia: Gordon Douglas (director) / Q1479869